# Maurizio Sarri
Maurizio Sarri (ur. 10 stycznia 1959 w Neapolu) – włoski zawodowy trener piłkarski.

## Kariera
Nie był profesjonalnym piłkarzem, jako amator grał i trenował lokalne zespoły z Toskanii. Swoją sportową pasję dzielił z pracą bankiera. W 2005 roku podpisał kontrakt z Pescarą grającą w Serie B, co oznaczało jego pierwszą pracę jako profesjonalnego trenera. W 2012 roku rozpoczął pracę w Empoli FC, z którym po dwóch sezonach zdołał awansować do Serie A. W 2015 roku zastąpił Rafaela Beníteza na stanowisku trenera SSC Napoli. Podczas 3-letniej pracy w Napoli zdobył kilka indywidualnych nagród, w tym tytuł trenera roku we Włoszech, a jego największym sukcesem było wicemistrzostwo kraju w sezonie 2017/18.
14 lipca 2018 został ogłoszony trenerem angielskiego klubu Chelsea. 16 czerwca 2019 odszedł ze stanowiska i został nowym trenerem Juventusu. 8 sierpnia 2020 został zwolniony ze stanowiska trenera Juventusu Turyn.

## Osiągnięcia

### Trener
Chelsea
- Liga Europy: 2018/19
- Finał Pucharu Ligi Angielskiej: 2018/19

Juventus
- Mistrzostwo Włoch: 2019/20